# ピアノドクター
『ピアノドクター』は、原作：イタバシマサヒロ、作画：有留杏一による日本の漫画作品。
『月刊flowers』（小学館）にて2010年6月号から2011年3月号まで連載された。単行本は全2巻。

## あらすじ
父の死をきっかけに日本に帰国した調律師の織斗は、生前の父が暮らしていた小さな町でピアノ調律の仕事をしながら、幼い頃に失踪したピアニストの母・奏の行方を追うことを決める。
織斗の調律は、人々の関係性もほぐしていく。

## 登場人物
手嶋 織斗（てしま おると）
天才ピアノ調律師。調律師としてヨーロッパを転々としていたが、父の死をきっかけに日本へ帰国。父が隠遁生活を送っていた小さな町で調律師として細々と仕事をしながら、幼い頃に失踪した母の行方を追う。
黒森 悠馬（くろもり ゆうま）
織斗の父・泰夫が経営していた喫茶店「Eight Peaks」の店員。泰夫の死後、織斗に店を任される。
手嶋 泰夫（てしま やすお）
織斗の父親。織斗とはうまくいっていなかった。都会育ちだったが、田舎で喫茶店「Eight Peaks」を開き、地元住民たちにも徐々に受け入れられていった。雪かき中に屋根から転落し死亡する。
手嶋 奏（てしま かなで）
泰夫の妻、織斗の母親。織斗が幼い頃に失踪した。ピアニスト。
手嶋 瑞希（てしま みずき）
織斗の従妹。織斗のことが好き。
手嶋 百合（てしま ゆり）
織斗の伯母（泰夫の姉）、瑞希の母親。TESHIMAX会長。
高橋 美佐江（たかはし みさえ）
町のショッピングセンターの楽器店の店長。時々、織斗に客を紹介する。
野山 耕太（のやま こうた）
「天然酵母 凩（こがらし）パン店」の脱サラパン職人。妻・菜摘の両親とは絶縁状態。
豊平 莉菜（とよひら りな）
女子高生。5年前に父が病死して以来、母子家庭で育つ。母は産直農産物直売所の店長。

## 書誌情報
- イタバシマサヒロ・有留杏一 『ピアノドクター』 小学館〈フラワーコミックスα〉 全2巻
  1. 2011年1月07日発売、ISBN 978-4-09-133646-0
  2. 2012年4月10日発売、ISBN 978-4-09-134464-9